# Gary Bush
Gary Bush ist/war ein Filmregisseur und Filmproduzent, der 1985 für einen Oscar nominiert war.

## Berufliches
Bush ist für seine Arbeit an dem Dokumentar-Kurzfilm The Children of Soong Ching Ling bekannt. Er führte bei diesem Film Regie und produzierte ihn gemeinsam mit dem kanadisch-chinesischen Politikwissenschaftler und Friedensaktivisten Paul T.K. Lin. Inhalt des Films sind Chinas 350 Millionen Kinder unter 15 Jahren und deren Chancen in ihrem Land. Es geht im Film auch um die humanitäre Arbeit von Eileen Chen Lin, der Frau von Paul T.K. Lin, die gemeinsam mit ihrem Mann die Soong Ching Ling Children’ Foundation of Canada gegründet hatte. Bush und Lin mussten den Oscar jedoch Marjorie Hunt und Paul Wagner und deren Film The Stone Carvers überlassen, der sich der Arbeit von Steinbildhauern widmet.
Über Bush, seine Ausbildung und darüber, was er vor und nach der Produktion des Films getan hat, ist nichts bekannt.

## Auszeichnungen
- Academy Awards 1985: Nominierung für den Oscar für und mit dem Film The Children of Soong Ching Ling
gemeinsam mit Paul T.K. Lin in der Kategorie „Bester Dokumentar-Kurzfilm“
- Chicago International Film Festival: Nominierung für den Gold Hugo für und mit dem Film The Children of Soong Ching Lin
gemeinsam mit Paul T.K. Lin in der Kategorie „Bester Dokumentarfilm“